# Дурасно
Дурасно (на испански: Durazno) е град с надморска височина 91 метра, административен център на департамента Дурасно, Уругвай. Основан е на 12 октомври 1821 г. Населението на града е 30 529 души (2004).